# تام برادشاو (بازیکن فوتبال، زاده ۱۸۷۹)
تام برادشاو (انگلیسی: Tom Bradshaw؛ ۱۵ مارس ۱۸۷۹ – ۱ ژانویهٔ ۱۹۳۰) بازیکن فوتبال اهل بریتانیا بود.
از باشگاه‌هایی که در آن بازی کرده‌است می‌توان به باشگاه فوتبال ناتینگهام فارست، باشگاه فوتبال گلوسوپ نورث اند، باشگاه فوتبال پرستون نورث اند، باشگاه فوتبال سوئیندون تاون، باشگاه فوتبال بلکپول، باشگاه فوتبال ردینگ، باشگاه فوتبال آکرینگتون استنلی، باشگاه فوتبال ساندرلند، و باشگاه فوتبال لستر سیتی اشاره کرد.